# Мариан Котлеба
Мариан Котлеба (на словашки: Marian Kotleba) е словашки политик, лидер на Котлеба - Народна партия „Наша Словакия“. Кандидат за президент през 2019 г., където завършва на четвърто място.

## Биография
Роден е на 7 април 1977 г. в Банска Бистрица, Чехословакия. Котлеба започва образованието си в училище „Йозеф Мургас“, а след това е приет в спортна гимназия. След завършването на гимназията, Котлеба е приет в университета „Матиас Бел“, където получава магистърска степен по педагогика, по-късно отново се записва, но във факултета по икономика, където отново става магистър.

### Политически възгледи
Мариан Котлеба е считан за екстремист въпреки че никога не е бил преследван за екстремизъм. Той симпатизира на Йозеф Тисо и Първата словашката република, и е открито против циганите, Словашкото народно въстание, НАТО, Съединените щати и Европейския съюз. Според „Hospodárske Noviny“, неговата позиция относно Холокоста не е ясна. „BBC“ и „The Economist“ го описват като неонацист.

### Политическа кариера
През 2003 г. Котлеба основава крайнодясната политическа партия „Словашки Сплотеност“. През 2007 г. вътрешното министерство на Словакия спира партията от участие в изборите, но по това време, тя все още функционира като гражданска организация. През 2009 г. се кандидатира за поста на управител на област Банска Бистрица и получава 10% от гласовете. На местните избори през 2013 г., той участва отново и този път получава около 20% от гласовете, като по този начин си осигурява балотаж срещу фаворита Владимир Манка. Котлеба печели балотажа с 55% от гласовете.
Победата му е описана като „шок“ от политическите анализатори, които я приписват на големите антицигански настроения в региона. Наблюдателите първоначално заявяват, че не са виждали почти никакъв шанс за Котлеба на балотажа, но все пак намират представянето му за „тревожно“.
Преди изборите през 2016 г. за Народно събрание, той преименува партията си от Народна партия „Наша Словакия“ на Котлеба - Народна партия „Наша Словакия“. Въпреки социологическите проучвания, предполагащи 1,5 – 3,5 % от гласовете, партията влиза в парламента с над 8% от гласовете. Въпреки елементите на неонацизма, следизборните проучвания показват, че успехът е в резултат на недоволството от управлението на Словакия и се разглежда като протестен вот срещу управляващата Посока – социална демокрация. Също така се свързва с отпадането от парламента на Християндемократическото движение, поради несправяне с мигрантската криза.